# Belisarius ibericus
Espèce
Belisarius ibericus est une espèce de scorpions de la famille des Belisariidae.

## Distribution
Cette espèce est endémique d'Andalousie en Espagne. Elle se rencontre dans la Sierra de la Nieves.

## Étymologie
Son nom d'espèce lui a été donné en référence au lieu de sa découverte, la péninsule Ibérique.

## Publication originale
- Lourenço, 2015 : The genus Belisarius Simon, 1879 (Scorpiones: Troglotayosicidae), with the description of a new vicariant species from the south of Spain. Comptes Rendus Biologies, vol. 338, no 5, p. 362-367.